# 岡部佳世
岡部  佳世（おかべ かよ、1946年5月23日 - 2023年2月26日）は、日本の地理空間情報学研究者。地理情報システムを適用して屋外レクレーション空間、公園、野鶏の空間行動、農村女性問題などの分析や、地域文化活動の推進をおこなった。

## 略歴
- 1946年　仙台で生まれる
- 1970年　学習院大学 理学部 物理学科]卒業
- 1972年　東京大学大学院 工学系研究科 都市工学専攻] 修士課程修了
- 1978年　東京大学大学院 工学系研究科 都市工学専攻 博士課程修了　工学博士（東京大学）『日本における屋外リクリェーション空間の変容に関する研究―徳川後期より昭和前期にわたる東京市街地を事例として―』[2]

- 1981年-2008年　東京成徳短期大学 兼任講師
- 1985年-2016年　法政大学社会学部 兼任講師
- 1993年-1996年　東京成徳大学 兼任講師
- 2008年-2010年　大学婦人協会 副会長
- 2012年-2023年　株式会社LatLng 取締役

## 受賞
- GIS学会賞ソフトウエア・データ部門受賞（グループ受賞の一員）地理情報システム学会 2010年[3]

## 著書

### 筆頭論文・概要
英文
- Kayo Okabe (2006). Questionnaire Survey on Human-Chicken Multiple-Relationships in Chiang Rai Province. The 2006 HCMR Congress in Tokyo, 19-20 June 2006. 51-59.
- Kayo Okabe et al. (2010). A Questionnaire-based Survey on the Relationships between Villagers, and Chickens and its Statistical Analysis. In Maha Chakri Sirindhorn and Akishinonomiya Fumihito eds. Chickens and Humans in Thailand: Their Multiple Relationships and Domestication, 264-289. The Siam Society.
- Kayo Okabe and Mayumi Dan (2012). Research, Analysis and Network Development to Sustain Businesses of Rural Women Entrepreneurs: from North Kyushu to Asia. Journal of Asian Women’s Studies, 21, 1-20.[4]
- Kayo Okabe, Mayumi Dan, and Chikako Nakayama (2019). Questionnaire Survey about the Reasons of Young People Migrating to the Tsunami-hit Area. Abstracts of the International Cartographic Association, 1, 278.[5]
- Kayo Okabe et al. (2022). Utilizing Allotment of Land in Chiken-torisirabe-soezu (地券取調総絵図) along Tokaido in Ritto City, Shiga Prefecture. CSIS DAYS 2021 D07.[6]
- Kayo Okabe and Atsuyuki Okabe (2024). Functional Method for Analyzing Open-Space Ratios around Individual Buildings and Its Implementation with GIS. ISPRS International Journal of Geo-Information, 13(3), 70, 1-15. [7]

邦文
- 岡部佳世（1977）「19世紀ロンドンの公共公園の形成と所領開発計画」『日本建築学会論文報告集』257, 103-109.[8]
- 岡部佳世（1979）「江戸の屋外レクレーション空間に関する一考察」『日本建築学会論文報告集』 279, 153-159.[9]
- 岡部佳世（1980）「明治期の屋外レクレーション空間と公園」『日本建築学会論文報告集』　297, 111-117.[10]
- 岡部佳世（2008）「日・タイ共同『鶏と人』アンケート調査」『家禽資源研究会報』, 10, 3-10.
- 岡部佳世（1986）「子どもの歩行者交通事故におけるフィジカルな要因の分析―小金井市の道路形態を事例として―」『日本建築学会計画系論文報告集』370, 57-64.[11]
- 岡部佳世（1987）「子どもの公園利用と気候に関する考察-小金井公園サイクリング利用の事例」『日本建築学会関東支部研究報告集』205-208.
- 岡部佳世（1988）「都市文化論試論：公共公園の誕生」 『日本建築学会大会学術講演梗概集』75-76.[12]
- 岡部佳世（1988）「都市文化論ノート：イギリスの公共図書館の誕生」『日本建築学会関東支部研究報告集』 193-196.[13]
- 岡部佳世（2008）「日・タイ共同『鶏と人』アンケート調査」『家畜資源研究会報』10, 3-10.
- 岡部佳世・旦まゆみ（2012）『農村女性起業家の事業継続を支援するための調査・分析・ネットワーク開発に関する研究-北九州からアジアへ』 アジア女性交流・研究フォーラム（KFAW）調査研究報告書2012-２, 21-37. [14]
- 岡部佳世（2021）「移住者100人ウェブアンケート：移住若者たちの満足度」pp.8-9；「気仙沼市転入者アンケート：分析-旅人から入居者へ」 pp.14-15；「唐桑町電話帳からGIS屋号地図へ」 pp.26-27；「みんなでつくる唐桑半島プライドマップ　Web版」pp.34-37. 『気仙沼市を事例として地域文化活動の継承と発展を考える』(サントリー文化財団助成プログラム報告書).
- 岡部佳世・岡部篤行（2023）「屋号から近隣関係を統計的に推測する方法:旧唐桑町への適用」『地理学会春季大会発表要旨集』155. [15]

翻訳
- イヴァン・イリイチ著　岡部佳世翻訳（1995）『テクストのぶどう畑で』叢書・ウニベルシタス 466　法政大学出版局